# Brendan Irvine
Brendan Emmet Irvine (* 17. Mai 1996 in Belfast, Nordirland) ist ein irischer Boxer im Fliegengewicht.

## Werdegang
Er wurde 2013 Irischer Meister (U22) und 2014 Irischer Jugendmeister. Darüber hinaus gewann er im Februar 2014 das Jugendturnier Pawljukow Memorial in Russland. Er besiegte dabei Elschan Abbasow aus Aserbaidschan, Dennis Weber aus Deutschland und die beiden Kubaner Frank Saldivar und Joahnys Argilagos.
Bei den Erwachsenen (Elite-Klasse) wurde er 2015 Irischer Meister und gewann im März 2015 das Gee-Bee-Turnier in Finnland, wobei er im Halbfinale den Russen Nikita Tomilow und im Finale den Bulgaren Tinko Banabakow besiegen konnte. Im Juni 2015 gewann er die Silbermedaille bei den Europaspielen in Baku, Aserbaidschan. Nach Siegen gegen Tinko Banabakow, Salman Əlizadə und Dmytro Samotajew, unterlag er erst im Finale gegen Bator Sagalujew knapp mit 1:2.
Bei den Weltmeisterschaften 2015 in Doha schied er im Viertelfinale gegen den Kubaner Joahnys Argilagos aus. Durch einen Sieg über Daniel Assenow qualifizierte Irvine sich im April 2016 für die Teilnahme an den Olympischen Spielen 2016 in Brasilien.
Bei den Spielen selbst schied er im ersten Duell gegen Shahobiddin Zoirov aus. 2017 gewann er erneut die Irischen Meisterschaften und eine Bronzemedaille bei den Europameisterschaften in Charkiw. Er war damit für die Weltmeisterschaften 2017 in Hamburg qualifiziert, wo er im Achtelfinale ausschied.
Bei den Commonwealth Games 2018 in Australien gewann er die Silbermedaille nach Finalniederlage gegen Gaurav Solanki. Aufgrund einer Verletzung konnte er 2019 nicht an den Europaspielen und Weltmeisterschaften teilnehmen. 
Bei der europäischen Olympiaqualifikation 2020 in London, welche aufgrund der COVID-19-Pandemie unterbrochen und 2021 in Paris fortgesetzt wurde, erreichte er das Viertelfinale und qualifizierte sich damit für die 2021 in Tokio ausgetragenen Olympischen Spiele. Bei den Olympischen Spielen unterlag er in der Vorrunde gegen Carlo Paalam von den Philippinen. Während der Eröffnungsfeier war er, gemeinsam mit der Boxerin Kellie Harrington, der Fahnenträger seiner Nation.